# Nwankwo Kanu
Nwankwo Kanu (Owerri, Nigeria, 1 de agosto de 1976) es un exfutbolista nigeriano que decidió retirarse después de terminar su contrato con el Portsmouth de la Football League One de Inglaterra. También fue internacional con la selección de Nigeria.

## Trayectoria

### Biografía
Nwankwo Kanu nació el 1 de agosto de 1976 en Owerri (ciudad en el sureste de Nigeria), en el estado de Imo, Nigeria. Su apellido, Nwankwo, significa 'niño nacido el día de mercado de Nkwo' en el idioma igbo. Nació de la Sra. Susan, su madre y el Sr. Iheme Kanu, que es natural de Okija en el LGA de Ihiala del estado de Anambra, Nigeria. Kanu creció en Owerri, Nigeria, junto a sus hermanos; (Christopher y Ogbonna Kanu) y sus hermanastros, Anderson Gabolalmo Kanu e Henry Isaac.

### Debut en Nigeria y Heartland F. C.
Kanu comenzó su carrera deportiva en el equipo Federation Works, un modesto equipo que pertenecía a la clase trabajadora en el año de 1991, un año antes de ser trasladado a Iwuanyanwu Nationale, también conocido como Heartland FC donde obtuvo el título de Liga nacional en 1993.

### A. F. C. Ajax
Después de una notable presentación con la selección Sub -17 de Nigeria en el campeonato juvenil de 1993 en Tokio, Japón; en el cual su equipo se corona campeón al vencer 2-1 a Ghana, Kanu firma contrato con el Ajax Ámsterdam por un valor de €207,047 en 1993. En su paso por el Ajax jugó un total de 54 partidos, marcando 25 goles. Fue suplente y entró en el minuto 54 del partido de la final que el Ajax jugó en Viena frente al Milan, en la cual el equipo salió campeón, gracias a un solitario gol de Patrick Kluivert a 5 minutos de finalizar el partido.
Kanu vivió su época más exitosa en el Ajax Ámsterdam, entrenado por ese entonces por el técnico holandés Louis van Gaal, consiguiendo un total de 6 títulos nacionales: 3 Eredivisie y 3 Supercopas de los Países Bajos; así como la obtención de 3 títulos internacionales, la Liga de Campeones 1994-95, Supercopa de Europa (venciendo por un marcador global 4-3 al Real Zaragoza de España) y la Copa Intercontinental (venciendo 4-3 en la tanda de penales a Grêmio de Porto Alegre de Brasil).

### Inter de Milán y problemas de corazón
En 1996, después de los Juegos Olímpicos de Atlanta el Ajax vende a Kanu al Inter de Milán por una cifra aproximada de 4.000 millones de liras (unos 350 millones de pesetas), ese mismo año obtiene la distinción como mejor futbolista Africano del año por su aporte al fútbol europeo, también por ser fundamental en alcanzar la medalla de oro con su selección en los Juegos Olímpicos de Atlanta 1996, Estados Unidos.
Durante los exámenes médicos del Inter, se encontró que Kanu padecía de problemas en el corazón; fue entonces cuando se optó por hacer una cirugía en la válvula aórtica. En su momento hubo mucha preocupación por parte del club dueño de su pase, el cual mediante un comunicado público que su misión primordial era "la salud de Nwankwo Kanu" y velar por su vida, ya que era una lesión cardíaca irreversible, no se sabía mucho del futuro de Kanu; se pensaba que no podría jugar más al fútbol y resignarse a trabajar por el lado de relaciones públicas del Inter de Milán.
La polémica se centró en el cuestionable desconocimiento que tuvo su anterior club el Ajax Ámsterdam, ya que el equipo neroazzurro (Inter de Milán) había pagado por Kanu una para nada despreciable cifra de 4.000 millones de liras (unos 350 millones de pesetas). El delantero nigeriano, que en ese entonces tenía 20 años, estuvo en el limbo durante varios meses mientras se buscaba la mejor solución para las dos partes involucradas. Piero Volpi, médico que trabajó en el Inter y quien fue el responsable en el diagnóstico, manifestó su descontento con la directiva del Ajax, la cual se defendió diciendo que nunca observó ninguna anomalía. Lo mismo sucedió con la selección de Nigeria, Piero Volpi dio las siguientes declaraciones:
```
"
Un simple electrocardiograma podría haber detectado la lesión, que debe haberse manifestado al menos a los 15 años. ¿Cómo es posible que nadie la hubiera advertido hasta ahora? Mi único consuelo como médico, es que la enfermedad ha sido descubierta con tiempo para tratarla. Si no, su vida estaba en peligro
"
```

Las pruebas practicadas en Milán al jugador nigeriano no dejaban dudas. Kanu, padecía de "una insuficiencia valvular aórtica", se leía en el comunicado emitido por el Inter, al término de "sucesivos análisis y valoraciones cardiológicas de diagnóstico realizadas por un equipo de especialistas".
"En mi opinión, es claro que no podrá volver a jugar. Lo contrario implicaría graves riesgos de acelerar la enfermedad", declaró en su momento Bruno Carú, uno de los médicos que había examinado al Nigeriano. Como director médico del Stefanel de baloncesto de Milán, Carú había tratado las arritmias cardíacas de Riccardo Morandotti y Gregor Fučka, permitiéndoles seguir en las canchas, había dicho el galeno en su momento: 
```
  "
El caso de Kanu es muy distinto. Su enfermedad es de tipo adquirido, probablemente reumático, y deberá ser operado como primera medida
"
```

Por su parte, el nigeriano declaró en Holanda: "No sé qué decir, no logró entender lo que me está sucediendo. Pero, sobre todo, no sé qué hacer. Estoy desesperado, y basta". Nwankwo Kanu se había incorporado al Inter el 15 de agosto de 1996, y en ese entonces solo había jugado con el conjunto Milanés tres partidos amistosos, dos de ellos en Vigo y Barcelona. El primero octubre de 1996 el entonces director general del Inter de Milán, Luigi Predeval, declaró que no estaba decidido dónde se operaria al jugador, ni quién sería el doctor encargado de la intervención. 
Finalmente el 29 de noviembre de 1996 Nwankwo Kanu, fue operado con éxito de su malformación cardíaca en el hospital de Cleveland, en el estado norteamericano de Ohio. El entonces cónsul nigeriano en Estados Unidos, Sunmonu Bello-Ossagie, quien acompañó a Kanu desde su llegada a Cleveland, dijo al término de la intervención quirúrgica que duró cuatro horas, que "todo había salido muy bien". Kanu, antes de entrar en el quirógrafo dijo: "Volveré", mientras hacía con los dedos la v de la victoria. El 6 de diciembre de 1996, el gobierno nigeriano anunció la donación de 50.000 dólares, más de seis millones de pesetas, para cubrir los gastos médicos del jugador.
Para el 13 de diciembre de 1996, abandonó el hospital de Cleveland (Estados Unidos) en el que se le implantó una válvula en la aorta y el 2 de mayo de 1997, los médicos dieron el visto bueno para que el vuelva a la práctica del fútbol, cinco meses después de haber sido operado de una obstrucción en una válvula del corazón. El 17 de julio de 1997, a punto de cumplir los 21 años Kanu, se incorporaba al Inter de Milán, después de someterse a un exhaustivo reconocimiento médico que demuestro que la enfermedad estaba completamente superada. Esta experiencia le permitió tomar conciencia respecto a los problemas cardíacos, para fundar una Organización para ayudar a los jóvenes Africanos con problemas del corazón llamada Kanu Heart Foundation.
En el Internazionale, logró junto a figuras como Ronaldo, Iván Zamorano, Gianluca Pagliuca, Roberto Baggio, Javier Zanetti y otros, la Copa de la UEFA, en 1998. Sin embargo, a nivel local, no pudo lograr un título (entre otras cosas por el problema que sufrió en el corazón y lo obligó a perderse gran parte de su estancia en el club de Milán). Sus tres temporadas en el Internazionale se saldaron con apenas 12 partidos y 1 gol convertido.

### Arsenal F. C. y carrera en la Premier League de Inglaterra
Posteriormente fue traspasado al Arsenal de Inglaterra, y con jugadores como Dennis Bergkamp, Thierry Henry, Robert Pirès, entrenados por Arsène Wenger, logró la Premier League de Inglaterra en dos ocasiones y la Copa inglesa.
En 2004 fue a jugar al West Bromwich Albion, pero no rindió al máximo como en sus años anteriores, hasta que el Portsmouth lo contrata. En el año 2008, marca el gol de la victoria sobre el Cardiff City, ganando así la FA Cup de Inglaterra. Durante el Mundial de 2010 surgieron rumores acerca de que el jugador podría haber falsificado su edad y contaría con 42 años en vez de 33, y aún no ha sido desmentido.
Luego de 6 años en el Portsmouth y con el descenso de este otra vez en 2 años esta vez bajando a la Football League One, sumándole que el equipo debía desprenderse de sus mejores jugadores para no quebrar y desaparecer por los graves problemas económicos que sufre, Kanu decide dejar el equipo después de que no le pagasen la deuda que tienen con él de 3 millones de euros.

### Clubes como jugador
| Club                    | País         | Año       | Partidos | Goles |
| ----------------------- | ------------ | --------- | -------- | ----- |
| Heartland               | Nigeria      | 1992-1993 | 25       | 15    |
| Ajax                    | Países Bajos | 1993-1996 | 54       | 25    |
| Inter de Milán          | Italia       | 1996-1999 | 17       | 1     |
| Arsenal FC              | Inglaterra   | 1999-2004 | 171      | 36    |
| West Bromwich Albion FC | Inglaterra   | 2004-2006 | 53       | 7     |
| Portsmouth FC           | Inglaterra   | 2006-2012 | 143      | 20    |

## Selección nacional
Kanu ha sido internacional en 87 ocasiones y ha anotado 12 goles. Sus éxitos con las Águilas Verdes fue lograr el Mundial Sub-17 de 1993, y la preciada Medalla de Oro en los Juegos Olímpicos de Atlanta 1996, derrotando en semifinales a Brasil y en la final a Argentina. En la competición, Kanu fue el capitán.
| Selección                   | Período   | Partidos | Goles |
| --------------------------- | --------- | -------- | ----- |
| Selección de Nigeria Sub-17 | 1993      | 6        | 5     |
| Selección de Nigeria Sub-23 | 1996      | 6        | 3     |
| Selección de Nigeria        | 1994–2011 | 87       | 12    |

### Participaciones en Copas del Mundo Juvenil
| Copa                             | Sede  | Resultado | Partidos | Goles |
| -------------------------------- | ----- | --------- | -------- | ----- |
| Mundial de Fútbol Sub-17 de 1993 | Japón | Campeón   | 6        | 5     |

### Participaciones enJuegos Olímpicos
| Torneo                           | Sede           | Resultado      | Partidos | Goles |
| -------------------------------- | -------------- | -------------- | -------- | ----- |
| Juegos Olímpicos de Atlanta 1996 | Estados Unidos | Medalla de Oro | 6        | 3     |

### Participaciones enCopa Mundial de Fútbol
| Mundial                        | Sede                  | Resultado        | Partidos | Goles |
| ------------------------------ | --------------------- | ---------------- | -------- | ----- |
| Copa Mundial de Fútbol de 1998 | Francia               | Octavos de final | 3        | 0     |
| Copa Mundial de Fútbol de 2002 | Corea del Sur y Japón | Primera fase     | 2        | 0     |
| Copa Mundial de Fútbol de 2010 | Sudáfrica             | Primera fase     | 1        | 0     |

### Participaciones enCopa Africana de Naciones
| Copa                           | Sede            | Resultado        |
| ------------------------------ | --------------- | ---------------- |
| Copa Africana de Naciones 2000 | Ghana y Nigeria | Subcampeón       |
| Copa Africana de Naciones 2002 | Mali            | Tercer lugar     |
| Copa Africana de Naciones 2004 | Túnez           | Tercer lugar     |
| Copa Africana de Naciones 2006 | Egipto          | Tercer lugar     |
| Copa Africana de Naciones 2008 | Ghana           | Cuartos de final |
| Copa Africana de Naciones 2010 | Angola          | Tercer lugar     |

## Palmarés

### Campeonatos nacionales
| Título                        | Club             | País         | Año  |
| ----------------------------- | ---------------- | ------------ | ---- |
| Liga Premier de Nigeria       | Heartland F. C.  | Nigeria      | 1993 |
| Supercopa de los Países Bajos | A. F. C. Ajax    | Países Bajos | 1993 |
| Eredivisie                    | A. F. C. Ajax    | Países Bajos | 1994 |
| Supercopa de los Países Bajos | A. F. C. Ajax    | Países Bajos | 1994 |
| Eredivisie                    | A. F. C. Ajax    | Países Bajos | 1995 |
| Supercopa de los Países Bajos | A. F. C. Ajax    | Países Bajos | 1995 |
| Eredivisie                    | A. F. C. Ajax    | Países Bajos | 1996 |
| Community Shield              | Arsenal F. C.    | Inglaterra   | 1999 |
| Premier League                | Arsenal F. C.    | Inglaterra   | 2002 |
| FA Cup                        | Arsenal F. C.    | Inglaterra   | 2002 |
| Community Shield              | Arsenal F. C.    | Inglaterra   | 2002 |
| FA Cup                        | Arsenal F. C.    | Inglaterra   | 2003 |
| Premier League                | Arsenal F. C.    | Inglaterra   | 2004 |
| FA Cup                        | Portsmouth F. C. | Inglaterra   | 2008 |

### Torneos internacionales
| Título                   | Equipo (*)           | Sede      | Año  |
| ------------------------ | -------------------- | --------- | ---- |
| Mundial de Fútbol Sub-17 | Nigeria Sub-17       | Tokio     | 1993 |
| UEFA Champions League    | A. F. C. Ajax        | Viena     | 1995 |
| Supercopa de Europa      | A. F. C. Ajax        | Ámsterdam | 1995 |
| Copa Intercontinental    | A. F. C. Ajax        | Tokio     | 1995 |
| Juegos Olímpicos         | Nigeria Sub-23       | Atlanta   | 1996 |
| Copa de la UEFA          | F. C. Internazionale | París     | 1998 |

### Distinciones individuales
| Distinción                   | Año  |
| ---------------------------- | ---- |
| Futbolista del año en África | 1996 |
| Futbolista del año en África | 1999 |